# Flight MH370: The Mystery
Flight MH370: The Mystery là một cuốn sách năm 2014 của tác giả người Mỹ - người Anh Nigel Cawthorne. Nội dung của cuốn sách liên quan đến Chuyến bay 370 của Malaysia Airlines, một chuyến bay bị mất tích bí ẩn vào ngày 8 tháng 3 năm 2014 theo lịch trình từ Sân bay quốc tế Kuala Lumpur đến Sân bay quốc tế Thủ đô Bắc Kinh với 239 hành khách và phi hành đoàn, sau đó máy bay được cho là đã rơi xuống Ấn Độ Dương.

## Nội dung
Nội dung của cuốn sách xoay quanh về vụ mất tích của Chuyến bay 370 của Malaysia Airlines, cho hay 'Trong một thế giới mà chúng ta có thể bị theo dõi bởi điện thoại di động, camera an ninh và camera do thám, mọi thứ không chỉ mất tích. Đặc biệt không phải là một thứ lớn như máy bay phản lực jumbo'. Cuốn sách đặt giả thiết về việc các chính phủ và tổ chức buộc không chia sẻ thông tin liên quan đến MH370. Tác giả cuốn sách cũng cho rằng một sự thầm kín đã xảy ra vì Quân đội Hoa Kỳ đã bắn rơi chiếc máy bay trong các cuộc huấn luyện quân sự.

## Đón nhận
Cuốn sách này đã bị chỉ trích dữ dội trên tạp chí The Australian của David Free, đã mô tả cuốn sách này như một 'thông tin giả', 'tạo nên bầu không khí hỗn độn của loại chương trình tin tức 24 giờ tồi tệ nhất' và khuyên các độc giả 'Lần sau bạn không nên đọc, hay mua bất kỳ cuốn sách nào khác ngoài cuốn sách này [...]'. Trong khi đó, tờThe Daily Telegraph cũng đưa tin một số người thân của các hành khách đã thất vọng vì cuốn sách.
Trong một báo cáo vào tháng 5 năm 2014 của chương trình truyền hình Australia Today, MC Karl Stefanovic cũng đã đặt vấn đề với khách mời Cawthorne. "Bạn viết trong cuốn sách: 'Họ sẽ không bao giờ mất tích, gia đình, điều gì đã xảy ra với những người thân yêu của họ. Họ đã ra đi một cách đau đớn mà không rõ về số phận của mình hay họ ra đi trong một nỗi kinh hoàng, trông như là người từ trên trời rơi xuống hay là một bàn tay của một kẻ bị điên giồ?' Stefanovic cũng cho rằng cuốn sách là một thứ "kinh tởm" đối với các gia đình của các hành khách. Khi được hỏi "Tại sao bạn sẽ viết cuốn sách này?", thì tác giả trả lời: "Tôi sợ nó là những gì tôi làm để sống sót."